# Катастрофа L-1011 в Ер-Ріяді
Катастрофа L-1011 в Ер-Ріяді — велика авіаційна катастрофа, що сталася у вівторок 19 серпня 1980 року. Авіалайнер Lockheed L-1011-385-1-15 TriStar 200 авіакомпанії «Saudi Arabian Airlines» виконував плановий рейс SVA163 за маршрутом Карачі — Ер-Ріяд — Джидда, але за кілька хвилин після вильоту з Ер-Ріяда на його борту розпочалася пожежа. Екіпаж зумів здійснити вимушену посадку в аеропорту Ер-Ріяда, проте аварійні служби аеропорту відкрили двері в пасажирський салон лише за 23 хвилини після приземлення літака. У результаті затримки евакуації лайнер вигорів повністю, загинули всі, хто перебував на його борту: 301 особа — 287 пасажирів і 14 членів екіпажу.

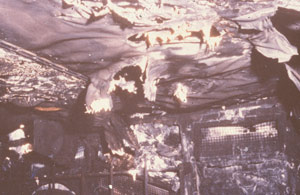
Борт HZ-AHK зсередини після пожежі

На 2020 рік авіакатастрофа залишається найбільшою в історії Саудівської Аравії. Також це восьма з 10 найбільших авіакатастроф в історії (за кількістю загиблих) і друга в історії авіакомпанії «Saudi Arabian Airlines» (після катастрофи рейсу SVA763, 312 загиблих).

## Рейс

### Літак
«Lockheed L-1011-381-1-15 TriStar 200» (реєстраційний номер HZ-AHK, серійний 1169) був випущений в 1979 році (перший політ здійснив 13 липня). 21 серпня того ж року був переданий авіакомпанії «Saudi Arabian Airlines». Оснащений трьома турбореактивними двигунами Rolls-Royce RB211-524B2-02. На день катастрофи здійснив 1718 циклів «зліт-посадка» і налітав 2948 годин.

### Екіпаж та пасажири
Літаком керував досвідчений екіпаж, склад якого був таким:
- Командир повітряного судна (КПС) — 38-річний Мухаммед Алі Ховітер (англ. Mohammed Ali Khowyter). Досвідчений пілот, пропрацював в авіакомпанії «Saudi Arabian Airlines» 14 років і 10 місяців (з жовтня 1965 року). Керував літаками DC-3, DC-4, McDonnell Douglas DC-9, Boeing 707 і Boeing 737. На посаді командира Lockheed L-1011 TriStar — з 31 січня 1980 року. Налітав 7674 години, 388 з них на L-1011.
- Другий пілот — 26-річний Самі Абдулла М. Хасанейн (англ. Sami Abdullah M. Hasanain). Досвідчений пілот, пропрацював в авіакомпанії «Saudi Arabian Airlines» 2 роки і 11 місяців (з вересня 1977 року). Як другий пілот керував літаком Boeing 737. На посаді другого пілота L-1011 — з 7 серпня 1980 року. Налітав 1 615 годин, 125 з них на L-1011.
- Бортінженер — 42-річний Бредлі Кертіс (англ. Bradley Curtis). Пропрацював в авіакомпанії «Saudi Arabian Airlines» 6 років (з серпня 1974 року). Керував літаками DC-3 (КВС), Boeing 737 (другим пілотом) і Boeing 707 (бортінженером). На посаді бортінженера L-1011 — з 2 травня 1980 року. Налітав 650 годин, 157 з них на L-1011.

У салоні літака працювали 11 бортпровідників:
- Фатіма Суппіало Френсіс (англ. Fatima Suppialo Francis), 26 років — старший бортпровідник.
- Абден Шафер Аль Рахман (англ. Abden Jafer Al Rahman), 27 років.
- Зорайда Хернандес (англ. Zorayda Hernandes), 24 роки.
- Фауція Сайфуддін (англ. Fauzia Saifuddin), 24 роки.
- Еллен Баутіста (англ. Ellen Bautista), 23 роки.
- Рита Зулуета (англ. Rita Zulueta), 26 років.
- Маргарита Сармиенто (англ. Margarita Sarmiento), 23 роки.
- Лорна Баутіста (англ. Lorna Bautista), 22 роки.
- Еліс Манало (англ. Alice Manalo), 23 роки.
- Андаліб Масуд (англ. Anndaleeb Masood), 20 років.
- Луїза Хендерсон (англ. Louise Henderson), 21 рік.

| Громадянство людей на борту | Громадянство людей на борту | Громадянство людей на борту | Громадянство людей на борту |
| Громадянство                | Пасажири                    | Екіпаж                      | Всього                      |
| --------------------------- | --------------------------- | --------------------------- | --------------------------- |
| Саудівська Аравія           | 151                         | 3                           | 154                         |
| Пакистан                    | 82                          | 3                           | 85                          |
| Іран                        | 32                          | 0                           | 32                          |
| Філіппіни                   | 0                           | 6                           | 6                           |
| Південна Корея              | 4                           | 0                           | 4                           |
| Велика Британія             | 3                           | 1                           | 4                           |
| США                         | 2                           | 1                           | 3                           |
| Таїланд                     | 2                           | 0                           | 2                           |
| Бельгія                     | 2                           | 0                           | 2                           |
| Єгипет                      | 1                           | 0                           | 1                           |
| Бангладеш                   | 1                           | 0                           | 1                           |
| Канада                      | 1                           | 0                           | 1                           |
| Франція                     | 1                           | 0                           | 1                           |
| Німеччина                   | 1                           | 0                           | 1                           |
| Італія                      | 1                           | 0                           | 1                           |
| Судан                       | 1                           | 0                           | 1                           |
| Алжир                       | 1                           | 0                           | 1                           |
| Фінляндія                   | 1                           | 0                           | 1                           |
| Ірландія                    | 1                           | 0                           | 1                           |
| Нідерланди                  | 1                           | 0                           | 1                           |
| Японія                      | 1                           | 0                           | 1                           |
| Всього                      | 287                         | 14                          | 301                         |

## Культурні аспекти
Катастрофа рейсу 163 Saudi Arabian Airlines показана в 24 сезоні канадського документального телесеріалу «Розслідування авіакатастроф» в серії «У вогні».